# Medon Berisha
Pour les articles homonymes, voir Berisha.
Medon Berisha, né le 21 octobre 2003 à Münsingen, est un footballeur international albanais qui évolue au poste de milieu de terrain à l'US Lecce.

## Biographie

### Carrière en club
Né à Münsingen en Suisse, Medon Berisha est formé aux Young Boys de Berne, où il joue avec l'équipe reserve.
En juillet 2022, il est transféré à l'US Lecce en Serie A,. Il joue son premier match avec l'équipe première du club le 1er novembre 2023, lors d'un match de Coupe d'Italie perdu 4-2 contre Parme.

### Carrière en sélection
International junior avec l'albanie jusqu'à l'équipe d'Albanie des moins de 20 ans, Berisha est joue ensuite brièvement avec l'Équipe du Kosovo espoirs, avant de finalement opter pour l'équipe d'Albanie espoirs.
En juin 2024, Berisha est convoqué pour la première fois avec l'équipe senior d'Albanie. Il honore sa première sélection le 3 juin 2024,.
Il est retenu dans la liste des 26 joueurs albanais du sélectionneur Sylvinho pour participer à l'Euro 2024.